# Barentsøya

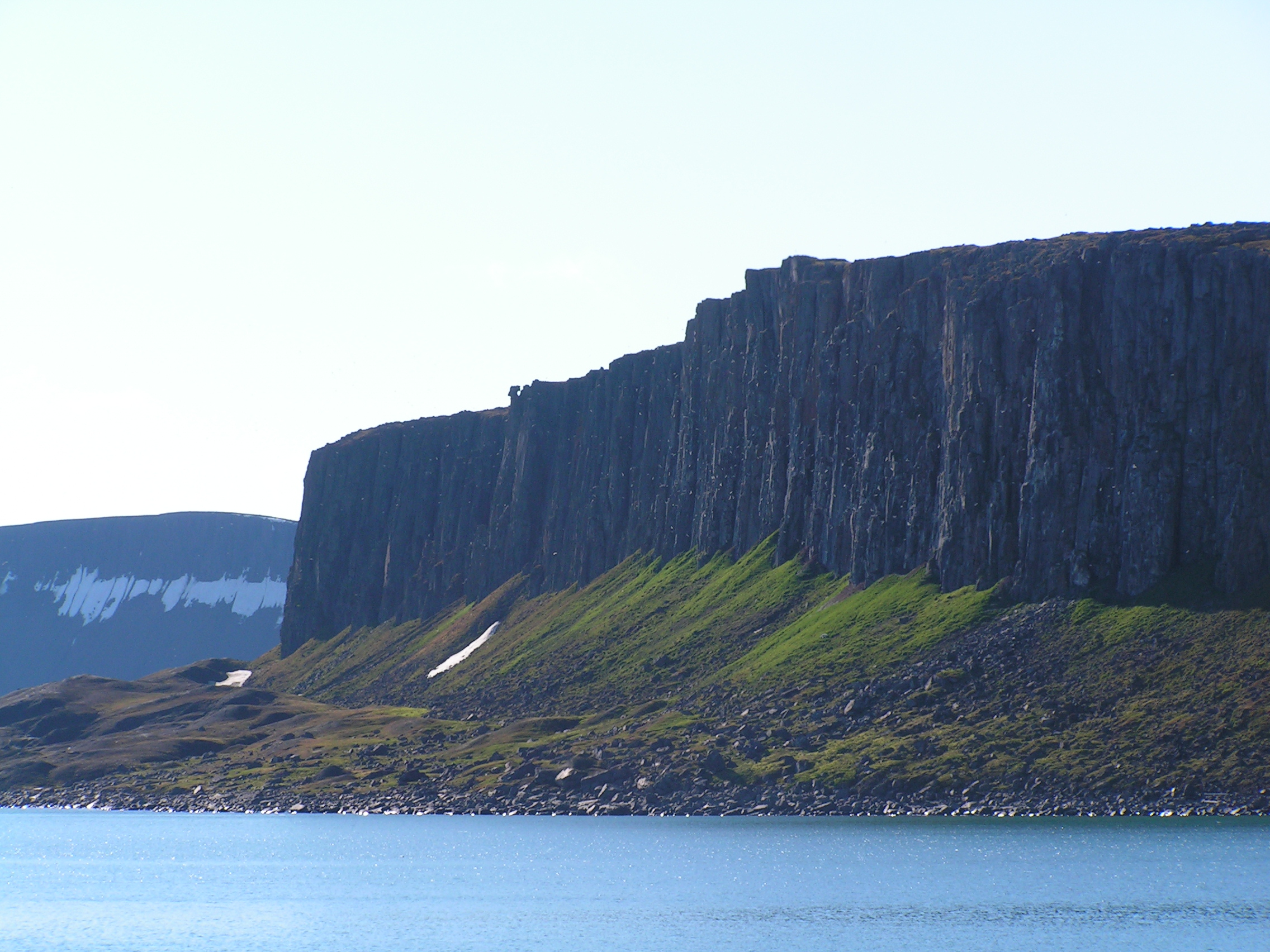
Häckningsplats för sjöfågel på Barentsøya.

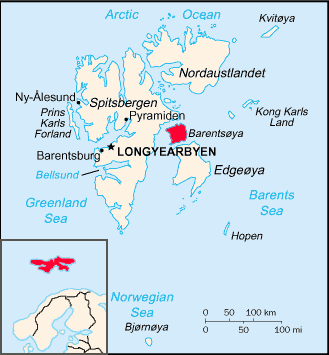

 Barentsøya är en av öarna som utgör Svalbard. Ön ligger mellan Spetsbergen och Edgeøya och är för det mesta täckt av glaciärer. Totalt har ön en area på 1 288 km². Ön är nästan fyrkantig och cirka 50 kilometer bred och lång. Den högsta punkten är 397 meter över havet.
Barentsøya ingår i Søraust-Svalbard naturreservat.
I norr, i sundet mellan Barentsøya och Spetsbergen ligger ön Kükenthaløya och i söder mellan Barentsøya och Edgeøya ligger sundet Freemansundet.

## Fauna
Isbjörn är vanligt förekommande på Barentsøya. Även fjällräv och svalbardsren finns här.

## Öns namn
Barentsøya är uppkallat efter den nederländske upptäcktsresanden Willem Barentsz som upptäckte Svalbard 1596. Barentsz var emellertid aldrig nära själva Barentsøya.